# Alm (Pays-Bas)
Pour les articles homonymes, voir Alm.
L'Alm est une petite rivière néerlandaise, située dans le nord-ouest de la province du Brabant-Septentrional (Pays de Heusden et d'Altena), et autrefois également dans la province de Gueldre.

## Histoire
Au Moyen Âge, la rivière était navigable sur une partie de son cours ; elle faisait alors partie des principaux itinéraires fluviaux.
Située dans le delta des grands fleuves du Rhin et de la Meuse, son cours a été maintes fois modifiés au cours des siècles. Le cours principal de la Merwede passait initialement près de Heusden et a plus tard emprunté le lit de l'Alm.
Sur les rives du lit de l'Alm, on a retrouvé des vestiges d'habitations datant de l'époque romaine.
À l'endroit où l'Alm se jetait dans la Meuse se trouvait le village d'Almonde, inondé et disparu au Haut Moyen Âge.
Vers la XIIe siècle, la Merwede ou Nouvelle Meuse sortait du lit de l'Alm actuel, près de Giessen, pour se creuser un chemin vers le nord, vers le Waal.
Almkerk (église sur l'Alm, mentionné comme Almekercke en 1277) tire également son nom de cette rivière. Les seigneurs d'Altena y avaient construit un château, qui a existé jusqu'à la fin du XVIIe siècle. Sa motte castrale est toujours visible dans le paysage.

## Cours
Avant la création de l'Afgedamde Maas, l'Alm traversait aussi bien le Bommelerwaard que le Pays de Heusden et d'Altena. Aujourd'hui, son cours est coupé en deux parties qui ne communiquent pas entre elles : 
- à l'est de l'Afgedamde Maas, dans le Bommelerwaard, la rivière borde Bruchem, Kerkwijk, Delwijnen et Aalst.
- à l'ouest de l'Afgedamde Maas, dans le Pays d'Altena, la rivière borde Veen, Andel, Giessen, Uitwijk, Waardhuizen (où la rivière s'élargit et devient Wijde Alm) et Almkerk. Historiquement, de là, la rivière virait vers le nord et passait à Werkendam, fondé sur ses rives. Plus tard, au-delà d'Almkerk, les eaux de l'Alm se divisaient en deux, et une partie coulait vers Nieuwendijk, d'où les eaux sont évacuées via un ensemble de fossés et de wateringues vers le Biesbosch.

## Source
- (nl) Cet article est partiellement ou en totalité issu de l’article de Wikipédia en néerlandais intitulé « Alm (Noord-Brabant) » (voir la liste des auteurs).